# Stenophrixothrix bogotensis
Stenophrixothrix bogotensis är en skalbaggsart som först beskrevs av Maurice Pic 1925.  Stenophrixothrix bogotensis ingår i släktet Stenophrixothrix och familjen Phengodidae. Inga underarter finns listade i Catalogue of Life.